# Feriköy SK
Feriköy SK is een sportclub opgericht in 1927 te Şişli, een district van de provincie Istanboel, Turkije.
De clubkleuren zijn rood en wit, en de thuisbasis van de voetbalclub is het Feriköystadion, dat een capaciteit heeft van in totaal 3.000 zitplaatsen. De club was negen jaar actief in de Süper Lig. Haar beste prestatie vond plaats in 1959/60 toen de club zevende werd van Turkije. In de Turkse Beker heeft Feriköy SK in 1963/64 de kwartfinale kunnen bereiken, waarin het met 0-1 werd uitgeschakeld door Ankaragücü. Na 1965 kwam de club in financiële problemen en ging ze slechter presteren.